# Джрбашян, Рафаэль Христофорович
Рафаэ́ль Христофо́рович Джрбашя́н (арм. Ռաֆայել Քրիստափորի Ջրբաշյան; 2 июля 1923, Кисловодск, Терская губерния — 16 января 2019, Ереван) — советский и армянский театральный режиссёр, педагог. Народный артист Республики Армения (2008).

## Биография
Рафаэль Христофорович Джрбашян родился 2 июля 1923 года в Кисловодске. В 1949 году окончил Тбилисский государственный педагогический институт, затем — Ереванский художественно-театральный институт.
В 1954—1969 годах был главным режиссёром Ереванского театра оперы и балета им. Спендиаряна. В 1971—1973 годах работал художественным руководителем Ванадзорского театра драмы им. Абеляна (Ванадзор). С 1975 по 1990 годы — художественный руководитель в Арташатском театре им. Харазяна (Арташат).
С 1957 года преподавал в Ереванском художественно-театральном институте (с 1985 года — профессор). Джрбашян — автор многочисленных статей, книг, выполнял переводы. Заслуженный деятель искусств Армянской ССР, Народный артист Армении (2008).
Автор многих статей, книг и переводов.
Умер 16 января 2019 года в Ереване на 96 году жизни.

## Награды и премии
- Заслуженный деятель искусств Армянской ССР.
- Народный артист Армении (2008).